# 助川幸逸郎
助川 幸逸郎（すけがわ こういちろう、1967年11月23日 - ）は、日本文学研究者、東海大学教授、岐阜女子大学非常勤講師。専門は中古中世王朝物語、近現代文学、国語教育。
東京都生まれ。早稲田大学教育学部国文科卒業、同大学院文学研究科博士課程単位取得満期退学。2018年岐阜女子大学教授。2022年東海大学文化社会学部教授。

## 著書
- 『文学理論の冒険 〈いま・ここ〉への脱出』東海大学出版会,東海大学文学部叢書、2008
- 『光源氏になってはいけない』プレジデント社,2011.11
- 『謎の村上春樹』プレジデント社,2013.9
- 『小泉今日子はなぜいつも旬なのか』朝日新書,2015.10

### 共編著
- 『<人間>の系譜学 近代的人間像の現在と未来』田上孝一,黒木朋興共編著　東海大学出版会,2008.11.
- 『〈国語教育〉とテクスト論』鈴木泰恵,高木信,黒木朋興共編　ひつじ書房,2009.11.
- 『21世紀における語ることの倫理 〈管理人〉のいない場所で』堀啓子共編　ひつじ書房,2011.10.
- 『可能性としてのリテラシー教育 21世紀の〈国語〉の授業にむけて』相沢毅彦共編　ひつじ書房,2011.10.
- 『グローバリゼーション再審 新しい公共性の獲得に向けて』平井達也,田上孝一,黒木朋興共編.時潮社,2012.9.
- 『新時代への源氏学』全10巻　立石和弘,土方洋一,松岡智之共編 竹林舎 2015-17
- 『『君の名は。』の交響 : 附録『シン・ゴジラ』対論』志水義夫共編. ひつじ書房, 2017.7
- 『つたえるエッセイ 心にとどく文章の書き方』重里徹也共著. 新泉社, 2018.10
- 『平成の文学とはなんだったのか 激流と無情を超えて』重里徹也共著. はるかぜ書房, 2019.9
- 『教養としての芥川賞』重里徹也共著.青弓社、2021.11
- 『文学授業のカンドコロ』幸坂健太郎・岡田真範・難波博考・山中勇夫共著,文学通信,2022.7

## 論文
- <助川幸逸郎